# Kolonel

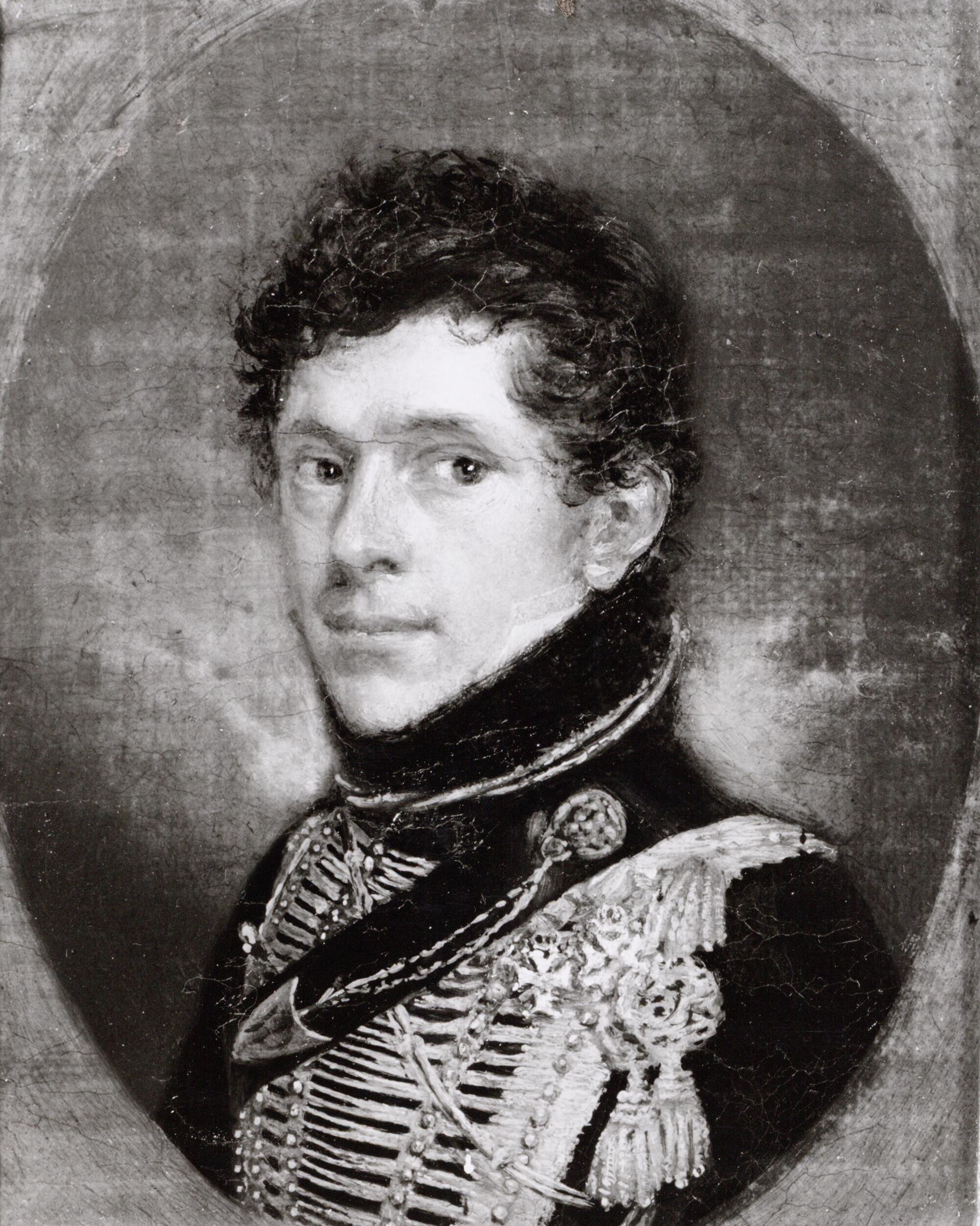
Vincent Johan Reinier baron van Tuyll van Serooskerken, kolonel der cavalerie

Kolonel is een hoge militaire rang bij de landmacht en de luchtmacht. Het equivalent bij de Nederlandse Koninklijke Marine en bij de Marinecomponent van de Belgische strijdkrachten is kapitein-ter-zee.
Een kolonel is een officier, preciezer uitgedrukt: een hoofdofficier. Voorheen had een kolonel de leiding over een colonne, afdeeling of regiment (een verzameling eenheden van meestal hetzelfde wapen). In Nederland is na het verdwijnen van de regimenten de rang van kolonel verbonden aan staffuncties.
De graad van kolonel is tevens de hoogste graad bij de Belgische brandweer.

## Geschiedenis
Het woord kolonel komt van het Latijnse columnella, een 'kleine zuil'. Als rang ontstond het begrip in Italië, aan het eind van de 16e eeuw. Toen betekende het woord 'Officier die een colonne aanvoert'.

## Rangonderscheidingstekens bij de Nederlandse krijgsmacht
| Functie- schaal NAVO | Koninklijke Landmacht | Koninklijke Landmacht | Koninklijke Marechaussee | Koninklijke Marechaussee | Koninklijke Luchtmacht | Koninklijke Luchtmacht | Koninklijke Marine       | Koninklijke Marine |
| -------------------- | --------------------- | --------------------- | ------------------------ | ------------------------ | ---------------------- | ---------------------- | ------------------------ | ------------------ |
| OF-5                 | Kolonel Kolonel       |                       | Kolonel Kolonel          |                          | Kolonel Kolonel        |                        | Kapitein-ter-zee Kolonel |                    |

## Rangonderscheidingstekens bij de Belgische strijdkrachten
| Functie- schaal NAVO | Landcomponent   | Landcomponent  | Medische component | Medische component | Luchtcomponent  | Luchtcomponent | Marinecomponent             | Marinecomponent |
| -------------------- | --------------- | -------------- | ------------------ | ------------------ | --------------- | -------------- | --------------------------- | --------------- |
| OF-5                 | Kolonel Kolonel | Graden kolonel | Kolonel Kolonel    |                    | Kolonel Kolonel |                | Kapitein-ter-zee Commandant |                 |

## Officiersrangen (van hoog naar laag)
- Generaal
- Luitenant-generaal
- Generaal-majoor
- Brigadegeneraal (bij de luchtmacht: commodore)
- Kolonel
- Luitenant-kolonel (overste)
- Majoor
- kapitein / ritmeester
- Eerste luitenant
- Tweede luitenant
- Vaandrig / kornet